# Razzismo

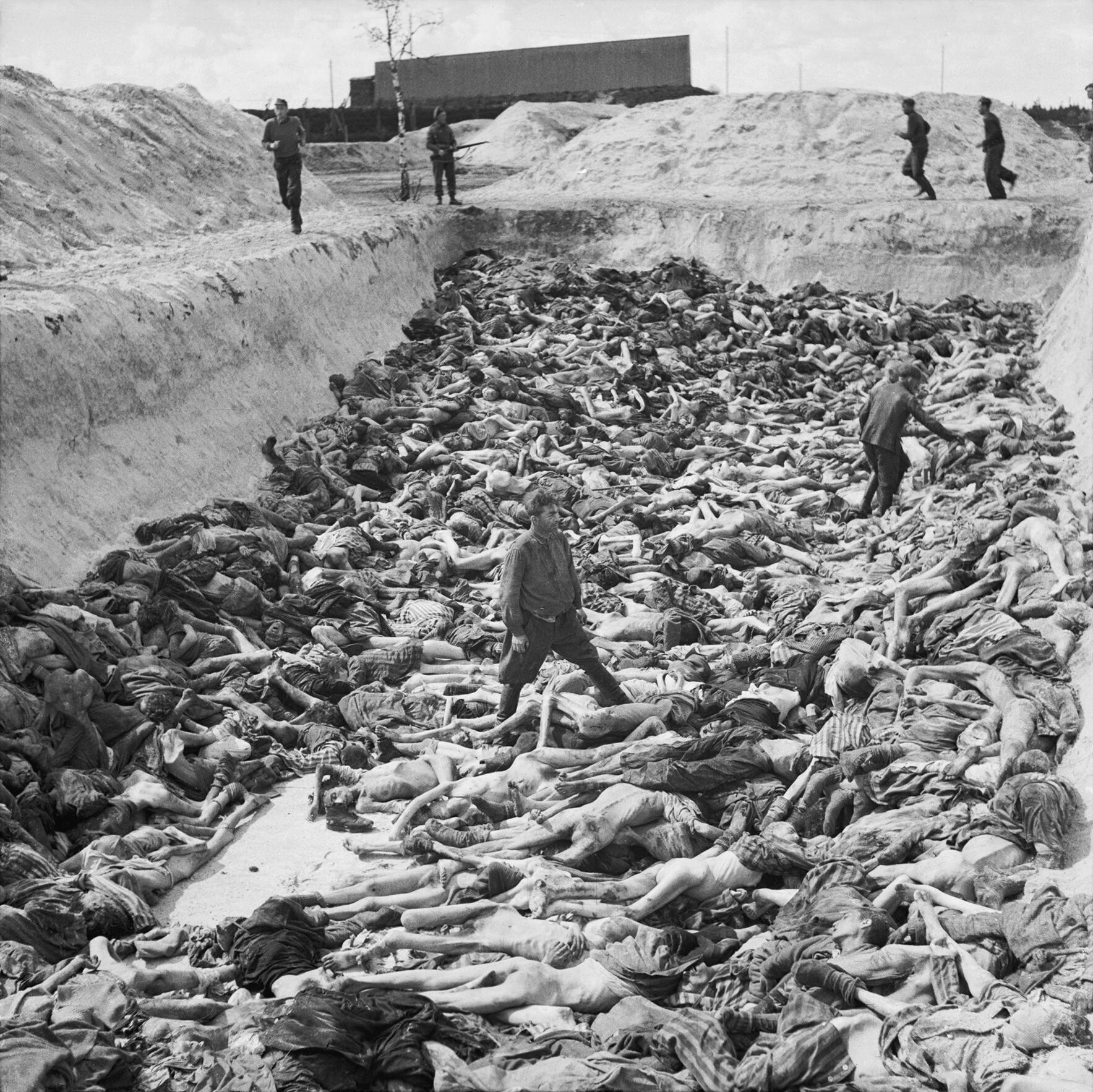
Fossa comune nel campo di concentramento di Bergen-Belsen

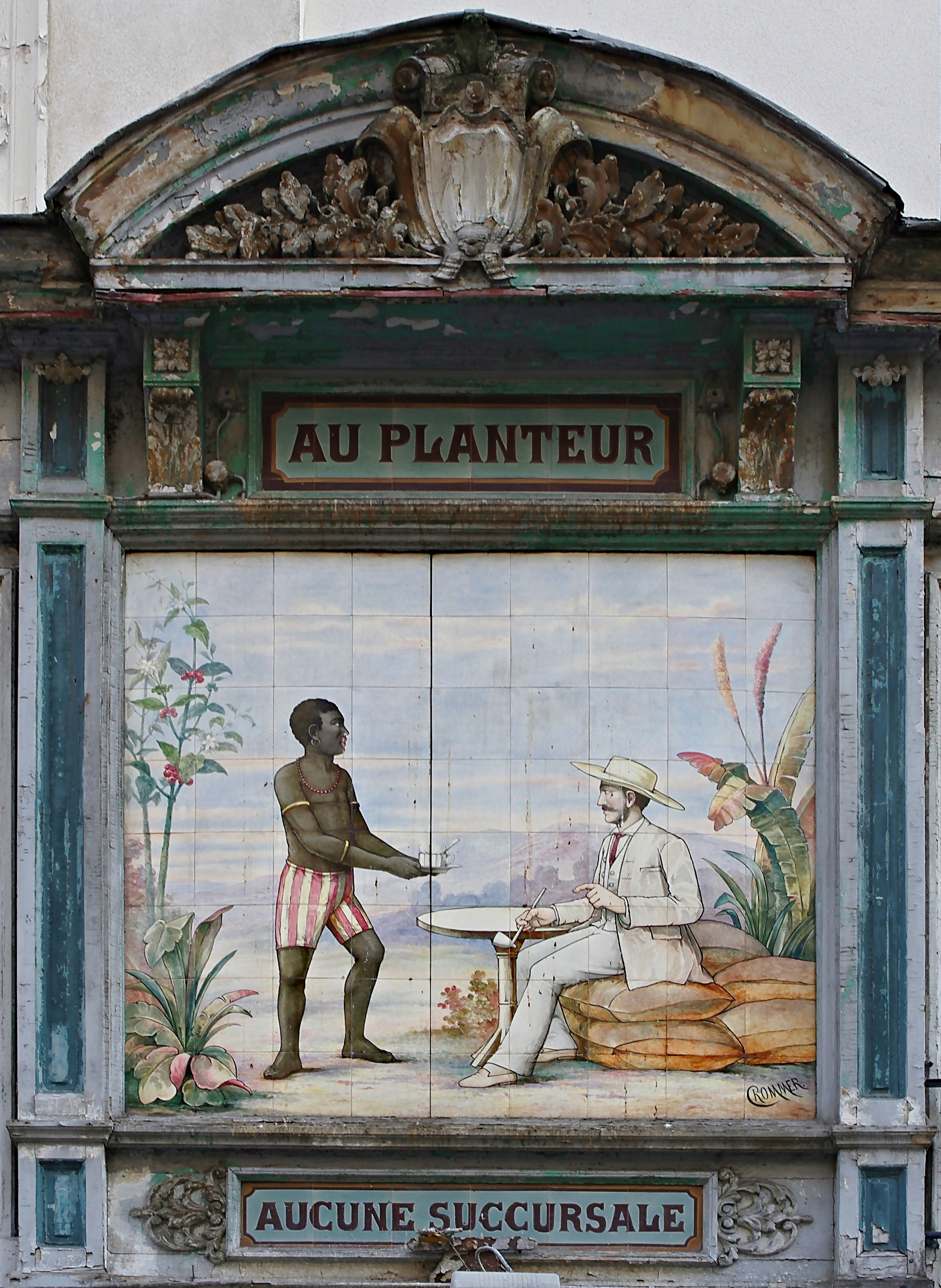
Un'insegna a Parigi, Francia, c. 1890

Il termine razzismo, nella sua definizione più semplice, si riferisce ad un'idea secondo cui determinati gruppi umani naturali, generalmente descritti come "razze", siano intrinsecamente superiori ad altri gruppi etnici umani. La scienza moderna considera errata la classificazione umana in distinte razze ben definite,, come dimostrato dalla genetica delle popolazioni e da molti altri approcci metodologici, stabilendo che la specie umana, la cui variabilità fenotipica, l'insieme di tutte le caratteristiche osservabili di un vivente, è per lo più soggetta alla continuità di una variazione clinale. I sostenitori delle idee, oggi ampiamente smentite dalla scienza moderna, del razzismo scientifico affermano che la specie umana possa essere suddivisibile in razze biologicamente distinte, caratterizzate da diverse capacità intellettive, valoriali, etiche o morali, con la conseguente convinzione che sia possibile determinare una gerarchia secondo cui un particolare, ipotetico, raggruppamento razzialmente definito possa essere considerato superiore o inferiore a un altro.
In "senso stretto", il razzismo, come teoria della divisione biologica dell'umanità in razze superiori e inferiori, è un fenomeno abbastanza recente. In senso più ampio, invece, si tratta di una generale antica tendenza a discriminare i "diversi" (nazioni, culture, classi sociali inferiori) e la principale funzione del razzismo, in tutte le varianti, fu sempre di giustificare qualche forma di discriminazione o oppressione.
Nel 1950 il documento Dichiarazione sulla razza dell'UNESCO è stato il primo documento ad aver negato ufficialmente la correlazione tra la differenza fenotipica nelle razze umane e la differenza nelle caratteristiche psicologiche, intellettive e comportamentali.

## Premessa
A livello colloquiale, il termine "razza" riferito alla specie umana, provoca frequenti fraintendimenti, anche per l'utilizzo diverso da quello della lingua inglese, che possiede termini come race (anche in senso generico), kind (tipo, razza), breed (nel senso di ceppo zoologico) e progeny (nel senso di progenie, schiatta); con la traduzione nel differente contesto linguistico italiano, si verificano facilmente slittamenti di senso. In senso scientifico (di scienza attuale) e in lingua italiana, le razze umane non esistono, mentre quelle zoologiche sono confinate nel campo zootecnico degli animali domestici. La specie umana, come diverse altre, è soggetta ad una continua variazione clinale, senza soluzione di continuità da un gruppo ad un altro.
Il concetto di cline è stato variamente utilizzato in campo scientifico anche per lo studio di popolazioni del passato. Il clustering genetico, la possibilità di analisi matematica (Cluster analysis) dei parametri biologici di una popolazione e del grado di somiglianza dei dati genetici tra individui e gruppi per inferire strutture di popolazione e quindi assegnare gli individui a gruppi, che spesso corrispondono alla loro discendenza geografica auto-identificata, è fattibile, anche utilizzando l'analisi delle componenti principali. Ci possono essere molteplici varianti di dati geni nella popolazione umana (polimorfismo). Molti geni non sono invece polimorfici, che significa che solo un singolo allele è presente nella popolazione. Queste ed altre tecniche permettono di riunire gli individui in gruppi arbitrari, utili ad esempio per lo studio di determinate patologie, e di identificare incidenze delle stesse, differenti in gruppi differenti. Questi fatti non implicano minimamente una reale suddivisione della specie, continua ed interfeconda.
Non ci sono due esseri umani geneticamente identici. Anche i gemelli monozigoti, che sviluppano da uno zigote, hanno frequenti differenze genetiche dovute a mutazioni che si verificano durante lo sviluppo. Le differenze tra gli individui, anche strettamente correlati, sono la chiave per tecniche come l'impronta genetica. I principali elementi di variazione biologica umana hanno distribuzioni indipendenti e non possono essere compresi se l'ipotetica esistenza di "razze" viene assunta come punto di partenza.

## Definizione

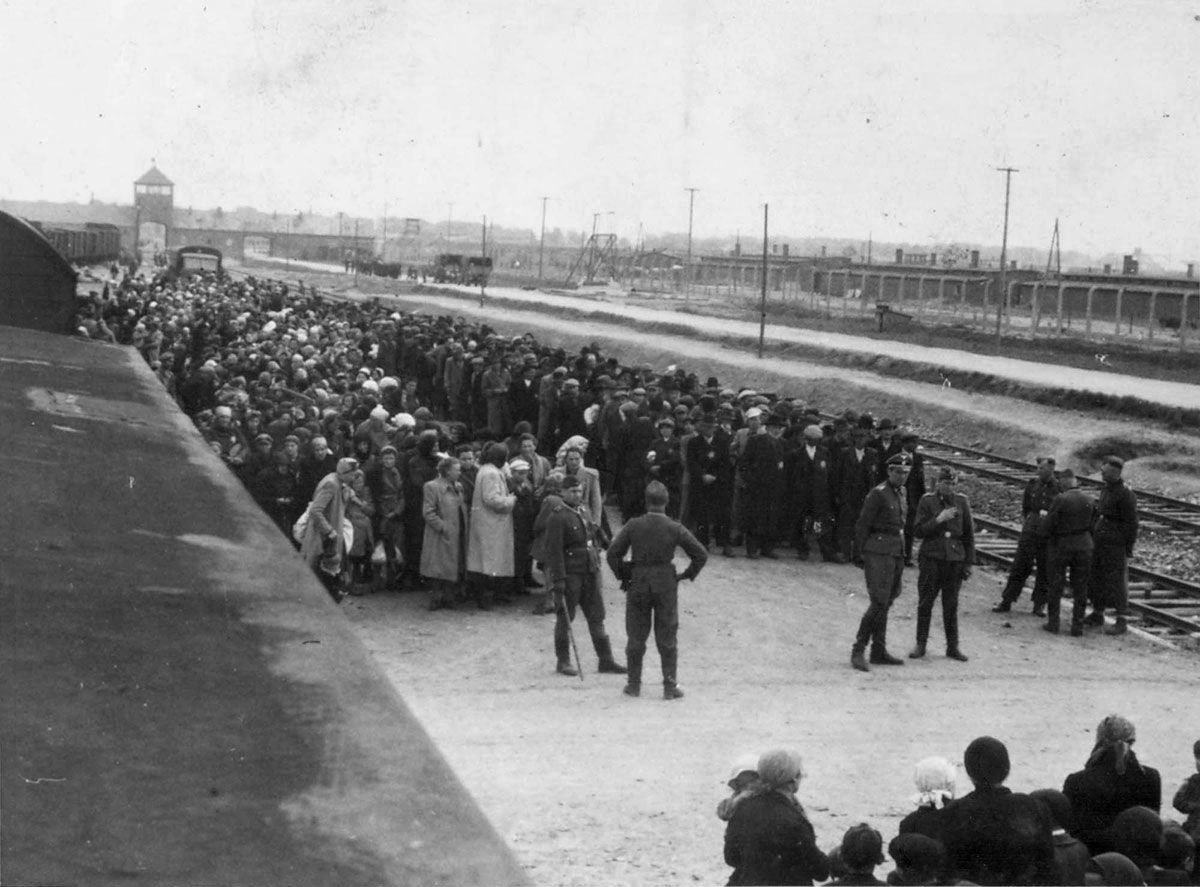
Birkenau, Polonia, una delle circa 200 foto dell'Auschwitz Album. Preselezione fra uomini e donne e bambini prima della selezione vera e propria che avvierà i selezionati direttamente alle camere a gas, o come cavie umane alla sperimentazione medica o al lavoro forzato

Più analiticamente si possono distinguere diverse accezioni del razzismo:
1. storicamente rappresenta un insieme di teorie con fondamenti anche molto antichi (ma smentite dalla scienza moderna) e manifestatesi in ogni epoca con pratiche di oppressione e segregazione razziale, che sostengono che la specie umana sarebbe un insieme di razze, biologicamente differenti, e gerarchicamente ineguali. Tra gli ispiratori ideologici degli aspetti contemporanei di questa teoria vi fu l'aristocratico francese Joseph Arthur de Gobineau, autore di un Essai sur l'inégalité des races humaines[8] (Saggio sulla disuguaglianza delle razze umane, 1853-1855). Nel XIX secolo quello che sarebbe stato poi definito razzismo nel secolo successivo ebbe rilevanza scientifica, al punto da venire oggi chiamata dagli storici razzismo scientifico.
Intorno al 1850 il razzismo esce dall'ambito scientifico e assume una connotazione politica, diventando l'alibi con cui si cerca di giustificare la legittimità di prevaricazioni e violenze verso etnie, raggruppamenti culturali, ed altro, diversi dai propri. Alcune delle massime espressioni di questo uso sono stati il nazionalsocialismo in Europa e il Ku Klux Klan nel Nuovo Mondo.
2. in senso colloquiale definisce ogni atteggiamento attivo di intolleranza (che può tradursi in minacce, discriminazione, violenza) verso gruppi di persone identificabili attraverso la loro cultura, religione, etnia, sesso, sessualità, aspetto fisico o altre caratteristiche. In tale senso, però, sarebbero più corretti, anche se sono raramente usati nel linguaggio popolare corrente, termini come xenofobia o meglio ancora etnocentrismo
3. in senso più lato, e di uso non appropriato, comprende anche ogni atteggiamento passivo di insofferenza, pregiudizio, discriminazione verso persone che si identificano attraverso la loro regione di provenienza, cultura, religione, etnia, sesso, sessualità, aspetto fisico, accento dialettale o pronuncia difettosa, abbigliamento, abitudini, modo di socializzarsi o altre caratteristiche.

## Etimologia
Tradizionalmente, con il termine razzismo si riconduceva alla composizione di razza, dal latino generatio oppure ratio, con il significato di natura, qualità e ismo, suffisso latino -ismus di origine greca -ισμός (-ismòs), con il significato di "classificazione" o "categorizzazione", qui inteso come astratto collettivo, sistema di idee, fazione e, per estensione, partito politico che può sottintendere significati differenti. Oggi l'etimologia viene in genere interpretata in modo diverso, in quanto si suppone che il termine italiano razza, così come gli equivalenti nelle altre lingue neolatine, derivi dal francese antico haraz o haras, allevamento di cavalli; per falsa divisione del termine unito all'articolo, l'haraz diventa così la razza.

## Introduzione

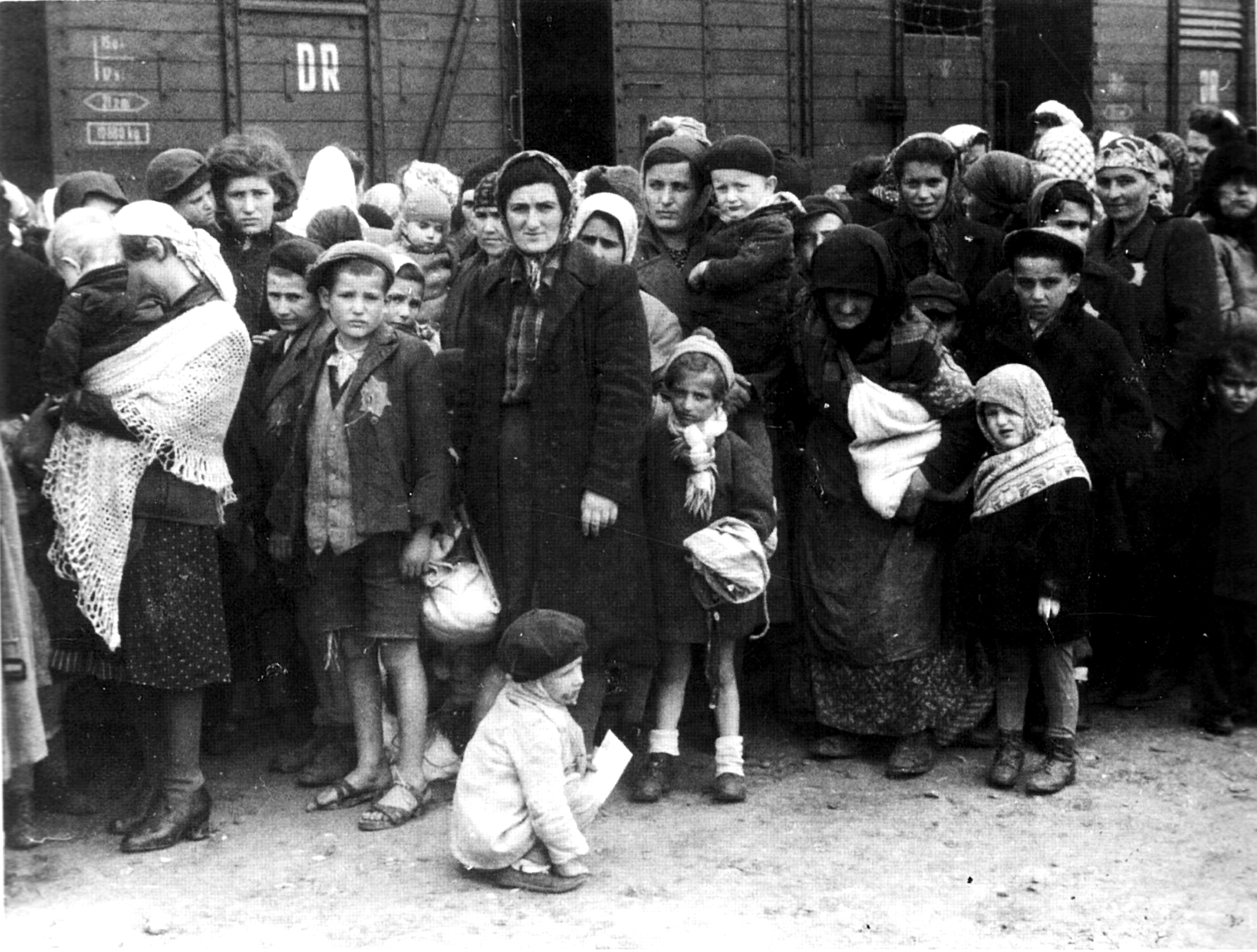
Campo di concentramento di Auschwitz, arrivo di ebrei ungheresi

Si potrebbe direttamente partire con una dettagliata trattazione lineare storico geografica, ma è utile premettere due paragrafi.
- Il punto di vista scientifico attuale, consolidato e basato su discipline che adottano il metodo scientifico, relativo alla diversificazione degli esseri umani odierni o La questione delle "razze" umane.
- Una veloce analisi de Il Razzismo scientifico, termine utilizzato dagli storici per indicare una pseudoscienza, una particolare forma di razzismo organizzato, fondamento dei più gravi atti di crimini contro l'umanità in occidente nell'ultimo secolo.

### La questione delle "razze" umane

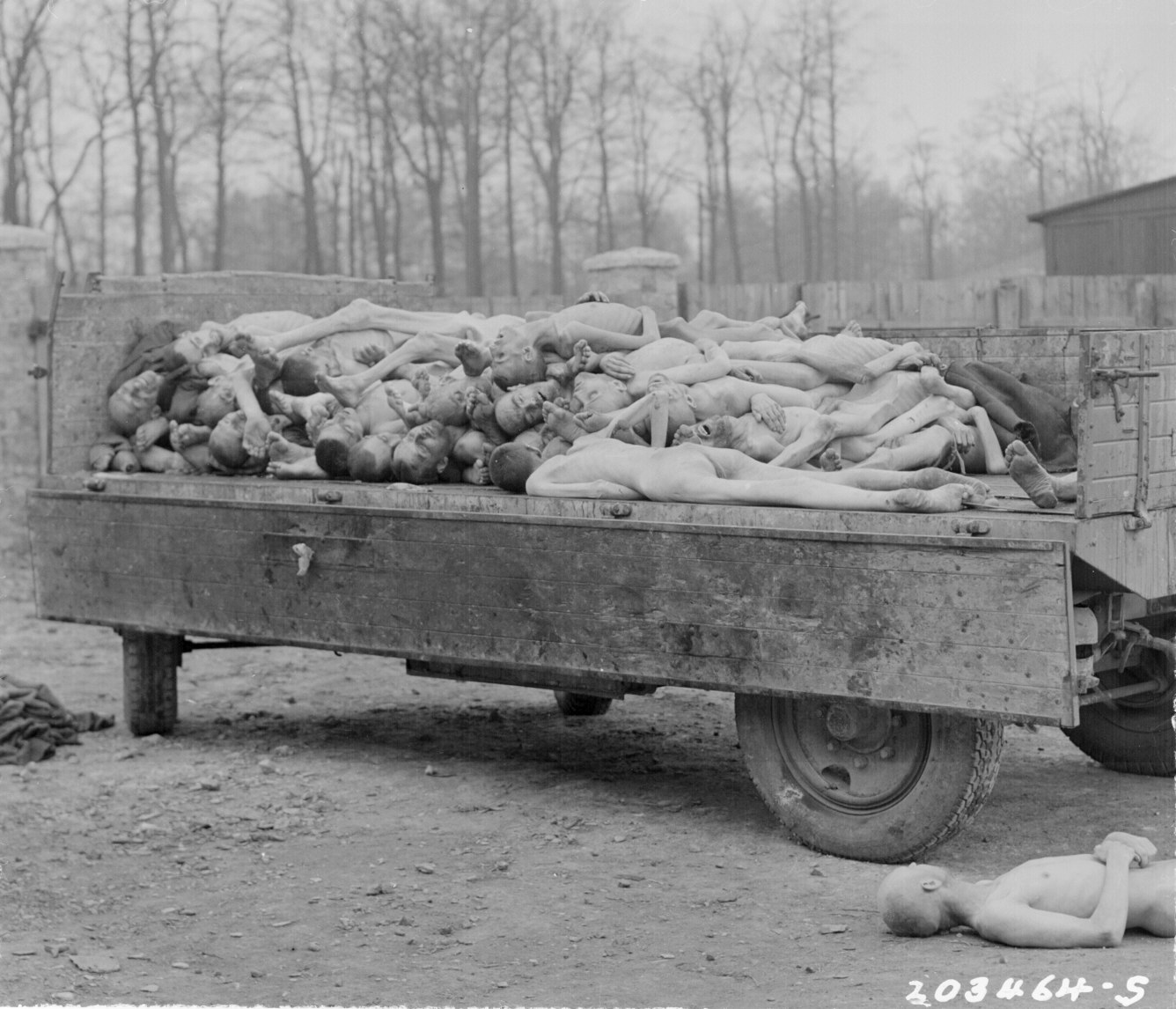
Rimorchio per cadaveri Buchenwald

Grazie alla genetica, soprattutto dopo la seconda guerra mondiale, la biologia considera ormai assodato il fatto che tutti i componenti della specie Homo sapiens sapiens costituiscano un solo insieme omogeneo e che due gruppi etnici qualsiasi, il cui aspetto sia stato modificato dall'adattamento ad ambienti esterni diversi, possano essere apparentemente molto diversi, ma, in realtà, assai vicini dal punto di vista genetico.
Al contrario, popolazioni che condividono un aspetto simile possono essere geneticamente più distanti rispetto a popolazioni di "razze" diverse ma solo se si utilizzano pochi markers genetici. Qualora invece se ne utilizzino abbastanza, in accordo con le ricerche di Edwards prima e Witherspoon dopo, il caso particolare in cui individui appartenenti a popolazioni geografiche differenti siano più distanti geneticamente che invece individui appartenenti alla medesima popolazione geografica non si verifica mai. Questa apparente contraddizione è nota col nome di fallacia di Lewontin.

Il termine razza non è in ogni modo utilizzato in biologia per la classificazione tassonomica, ma solo in zootecnia e viene applicato solamente agli animali domesticati.

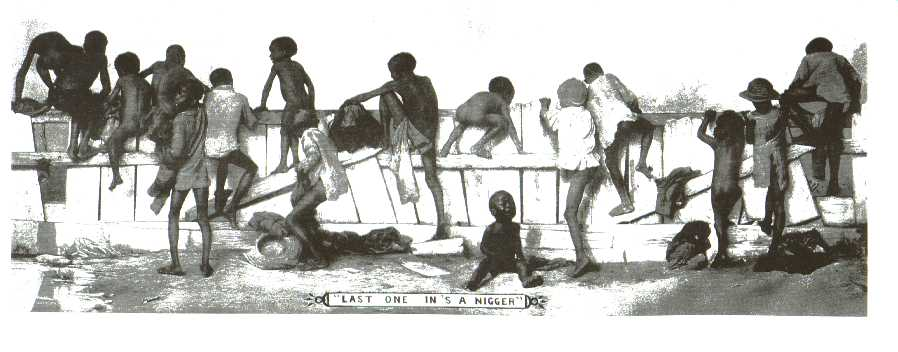
Last one in's a nigger (USA, anni 1890). Vignetta a sfondo razzista raffigurante afroamericani.

Per fare un esempio, la diffusione di un determinato allele in popolazioni diverse può presentarsi con maggiori somiglianze fra una popolazione europea ("bianca") e una africana che fra due popolazioni europee. Le differenze tra le cosiddette "razze" umane riguardano infatti unicamente l'aspetto esteriore, modificato per adattarsi all'ambiente man mano che la specie umana si diffondeva per tutto il mondo; e l'aspetto esteriore è il dato che salta maggiormente all'occhio. Tuttavia esso coinvolge una frazione relativamente insignificante dell'intero genoma dell'uomo. Ecco perché individui che discordano vistosamente su pochi geni, relativi al colore della pelle o al taglio degli occhi, possono poi condividere caratteristiche genetiche molto più complesse e importanti, anche se non altrettanto vistose.
Anzi, se c'è un aspetto che caratterizza l'Homo sapiens sapiens al paragone con molte specie animali, esso è semmai la straordinaria omogeneità genetica, causata dal fatto che tutti gli esseri umani discendono da un numero ristretto di antenati, evolutisi in un tempo assai recente (circa centomila anni fa) e rimescolatisi di continuo nel corso della loro storia. Eventuali differenze fenotipiche esteriori si possono al più collocare nella cosiddetta variazione geografica o cline, nello studio strettamente tecnico riguardante la genetica delle popolazioni.
Il discorso, di tipo generale, è ugualmente estendibile ad aspetti di ambito medico, quali la distribuzione nella popolazione delle patologie o la relativa diversa sensibilità ai farmaci.
Questa premessa non era e non è condivisa dal razzismo. Secondo l'ideologia razzista, le differenze di aspetto rispecchiano la divisione effettiva in razze della specie umana. Particolare non secondario, il razzismo professa sempre la superiorità di una "razza" rispetto ad altre, sostenendo che la "razza" superiore è quella a cui appartiene il sostenitore del razzismo e giustificando così un'eventuale discriminazione e/o oppressione di coloro i quali sono considerati inferiori.
Il razzismo, inteso come teoria pseudoscientifica, fu una delle giustificazioni ideologiche del colonialismo del XIX e XX secolo, del mantenimento della schiavitù nel XIX secolo, oltre che della discriminazione di gruppi sociali in condizioni di inferiorità, come per esempio nel caso dell'apartheid.

### Il "Razzismo scientifico"
(François Jacob premio Nobel per la medicina nel 1965)

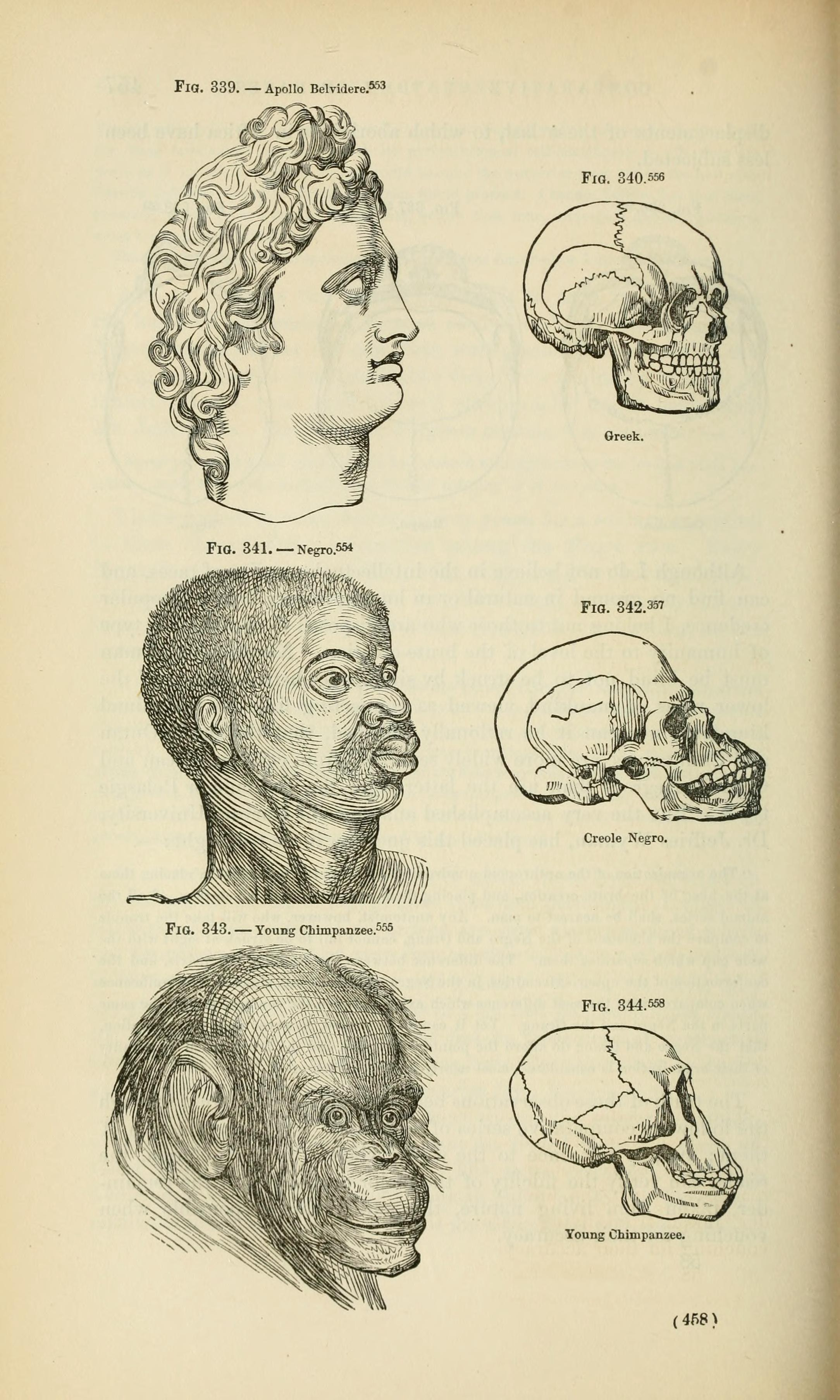
Disegno tratto da: Josiah Clark Nott, George Robert Gliddon, Indigenous races of the earth. Si tratta di un testo del 1857, allora ritenuto scientifico, che sosteneva la teoria che i neri fossero biologicamente intermedi tra i caucasici e gli scimpanzé.

Razzismo scientifico è l'espressione utilizzata per indicare una particolare forma storica di razzismo organizzato, fondata a partire dal XIX secolo in Europa e nelle Americhe, che nasce in ambito universitario tra le scienze naturali e sociali dell'epoca, prendendo inizio dalla biologia, dalla antropologia, dalla genetica, dalla medicina, dalla criminologia e dalla sociologia, rifacendosi alla teoria evoluzionista di Charles Darwin e al positivismo.
Premessa oggi ritenuta infondata di questa teoria pseudoscientifica fu quella di ritenere che gli esseri umani fossero costituiti da razze diverse, ognuna a un grado diverso di evoluzione rispetto alle altre, e che i metodi di classificazione della zoologia potevano essere utilizzati per indagare le caratteristiche delle stesse. In questa classificazione si ammisero graduatorie che presupponevano alcune "razze" come superiori per livello evolutivo e intellettivo rispetto alle altre. In particolare essa credette di documentare che la cosiddetta "razza bianca" (e all'interno della razza bianca di una razza particolare, la razza ariana) fosse il livello massimo raggiunto dall'evoluzione naturale della specie umana.
Sostenendo l'esistenza di "razze superiori" queste teorie diedero il via alla nascita dell'eugenetica (eu = buona; genia = discendenza), altra pseudoscienza che mirava alla preservazione della purezza del patrimonio genetico dei popoli "sani" privi cioè di mutazioni genetiche o presunte tali che avevano l'effetto di trasmettersi alla prole, sostenendo una campagna politica contro i matrimoni e i rapporti interrazziali che potessero portare alla nascita di figli "razzialmente impuri" e malati. Fine ultimo influenzare l'evoluzione genetica del genere umano eliminando ogni presunto difetto.
Assertori di questa teoria furono esponenti di primo piano, al massimo livello, delle scienze naturali e sociali di tutto il mondo, per oltre un secolo. La classificazione delle cosiddette "razze" fu lungamente utilizzata per ragioni politiche, e dibattuta tra gli scienziati, che non riuscivano a raggiungere risultati universalmente condivisi. Maggioritariamente, dal 1870 al 1936 essa sosteneva la superiorità di una presunta "razza nordica" o germanica, su tutte le altre.
Usate durante il XIX secolo a sostegno del colonialismo e del diritto alla schiavitù, l'esito politico più vistoso di queste teorie nel XX secolo furono le leggi razziali in molte parti del mondo (USA, Francia, Gran Bretagna, Germania, Spagna, Sudafrica, Svezia, Portogallo, Belgio, Canada) le leggi razziali fasciste in Italia, e infine lo sterminio nazista delle razze "inferiori".
Il razzismo scientifico venne rifiutato politicamente e scientificamente solo dopo la fine della seconda guerra mondiale, quando con la pubblicazione della «Dichiarazione sulla razza» nel 1950 l'UNESCO negò in modo ufficiale la correlazione tra la differenza fenotipica nelle razze umane e la differenza nelle caratteristiche psicologiche, intellettive e comportamentali e incoraggiò i numerosi biologi a ricordare costantemente l'assenza di validità scientifica della nozione di "razze umane".
A seguito di ciò le stesse teorie non sono però del tutto scomparse, ma ancora oggi vengono in gran parte riproposte da alcune minoranze politiche estremiste semplicemente sostituendo alla parola "razza" quella di "etnia", "popolo", "cultura" o "civiltà". Sostituendo all'elemento biologico (non più riproponibile scientificamente) quello culturale, essi riescono a mantenere intatta la stessa precedente impostazione "pseudo-scientifica".

## Storia

### Premessa storica

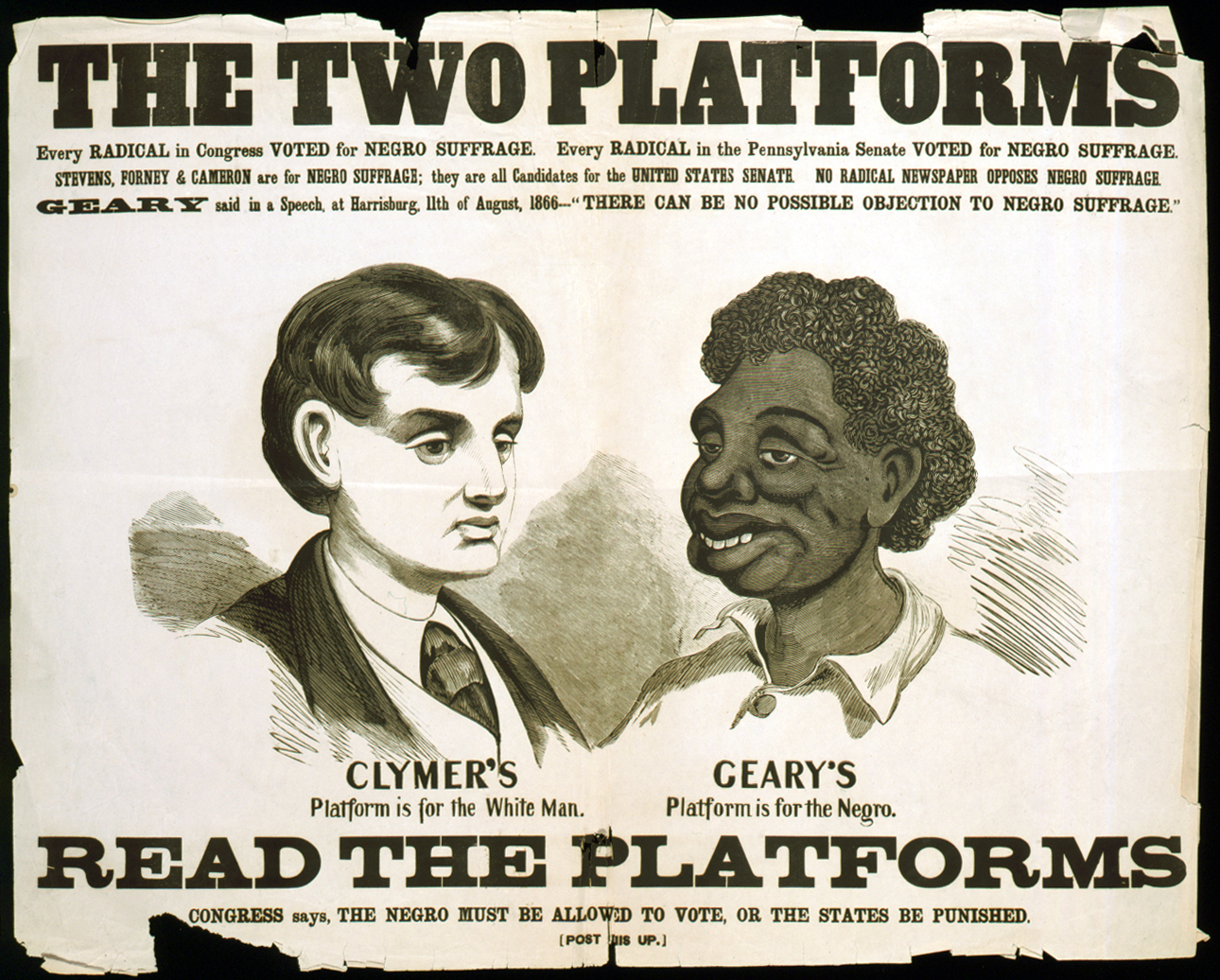
Manifesto affisso durante la campagna elettorale per il governatorato della Pennsylvania del 1866

Il razzismo scientifico è stato preceduto e seguito da altre forme di razzismo organizzato, detto anche pre-scientifico. Nel merito di quest'ultimo la parola "razza" non è sempre riferita a un tipo biologico, ma al senso più generale di "categoria" o "genere". Quest'altra forma di razzismo non è meno importante, e in dettaglio prende molti nomi specifici a seconda dell'oggetto della discriminazione: classismo se riferito alla discriminazione in base alla classe sociale, casteismo se in base alla casta di appartenenza, sessismo se in base al sesso, ecc.

### Storia del razzismo nel mondo moderno
Le teorie razziste nacquero nel Medioevo quando i sovrani cristiani vollero impadronirsi dei beni dei banchieri ebrei; si svilupparono poi nel XVI secolo, quando Spagna e Portogallo impiegarono schiavi Africani per le loro colonie. Esse assunsero un'importanza politica nel XIX secolo quando cominciò a diffondersi il mito della razza ariana. Questa ipotetica razza servì a Joseph Arthur de Gobineau per giustificare i privilegi dell'aristocrazia e spiegare l'antagonismo tra essa e le masse popolari.
Però la maggior parte delle suddivisioni storiche datano l'inizio della storia moderna al 1492, e anche le radici del razzismo moderno si legano a questa data. A seguito dell'unificazione delle corone spagnole, il 31 marzo 1492 Ferdinando II d'Aragona ed Isabella di Castiglia firmano il decreto che espelle tutti gli Ebrei dalla Spagna. L'inquisizione spagnola, personificata nella figura di Tomás de Torquemada, diventa il braccio attivo della politica della corona nell'attuazione della epurazione. Si crea il concetto di purezza del sangue, base ideologica degli statuti di limpieza de sangre promulgati alla fine del secolo.
Nello spirito di questi statuti, tesi a analizzare la stirpe originaria della persona, non il suo credo religioso attuale, si riconoscono infine quelli promulgati nel 1496 da Papa Alessandro VI dove si approva un codice di purezza anche per gli ordini monastici, come quello dei Hieronymiti. Questi sono primi esempi classici di razzismo ideologico con profonde radici utilitaristiche. Durante il periodo dell'espulsione di alcune centinaia di migliaia di persone, le vittime furono numerose. Con questo atto si pose fine a una lunghissima convivenza produttiva sul territorio iberico di tutte le etnie del mediterraneo. Il massacro di Lisbona del 17 aprile 1506, viene ricordato come un'altra vicenda atroce (migliaia di morti in poche ore, molti dei quali arsi vivi) della penisola Iberica, figlia delle conseguenze delle leggi razziali dell'epoca.
Un fattore da considerare in una prospettiva storica, è che il razzismo è un fenomeno connesso all'età coloniale, quando le grandi potenze europee svilupparono ideologie razziste per risolvere la dissonanza tra valori cristiani di eguaglianza e carità e lo sfruttamento delle popolazioni indigene in America come in Africa.
Prima di quest'epoca la xenofobia può spesso esprimersi direttamente come tale: l'altro è inferiore in quanto "non è come noi" e ci è "quindi" ostile (in greco antico ξενός, "xenos", significa sia "straniero" che "nemico"), perché parla una lingua diversa dalla nostra ("barbaro" in greco significa letteralmente "il balbettante"), perché non professa la nostra religione, perché non si veste come noi (in molte lingue i concetti di "straniero", "strano" ed "estraneo" hanno la stessa radice linguistica, che in italiano è quella del latino "extra": "che viene da fuori").
Tuttavia la società antica preferisce stratificare l'umanità in base a concetti castali, più che razziali: il nobile è ovviamente superiore al plebeo, e il plebeo libero è superiore allo schiavo. Ed ovviamente le caratteristiche dell'individuo inferiore (il suo modo di parlare, di vestire, di comportarsi) "giustificano" pienamente la sua condizione sociale inferiore. Inoltre non va dimenticato che per la gran parte le società premoderne (come ancora molte delle società moderne) sono sessiste, ritenendo cioè che tutti i maschi della razza umana siano biologicamente superiori (più forti, più intelligenti, più morali...), per il solo fatto di essere tali, a tutte le femmine della razza umana.
Ciò detto, la mentalità premoderna in generale non avrebbe giudicato uno schiavo bianco superiore a un nobile - ad esempio - arabo in base alla sua sola appartenenza a una presunta "razza". Se si cercava una superiorità, essa veniva trovata nella cultura, nell'etnia, nella religione: ogni cristiano è superiore ad ogni infedele, dunque anche uno schiavo cristiano è, "moralmente", ma non socialmente, superiore a un principe musulmano. Ma se il principe musulmano si converte al Cristianesimo, viene meno tale inferiorità e prevale nuovamente la superiorità sociale di casta.
La società premoderna considera insomma la "razza" non come un dato immutabile e di primo piano, ma come un dato transitorio e secondario, destinato ad annacquarsi col passare delle generazioni: si ebbero così papi discendenti da famiglie ebraiche convertite, o bastardi di nobili generati con schiave nere (quindi mulatti) legittimati dai loro genitori, come pure ex schiavi "mori" nordafricani (come per esempio Giovanni Leone dei Medici) adottati da nobili famiglie.
Tutto ciò non implica accettazione del diverso: la società antica ha anzi un vero orrore per le novità e la non-conformità; implica però che la diversità motivata dall'appartenenza razziale appare ai nostri avi meno importante di altre diversità, come quelle legate al "rango sociale" o di altro tipo, che invece per la mentalità moderna sono meno importanti. Non a caso il razzismo in quanto ideologia pseudoscientifica sorge nel momento in cui questo antico criterio di valutazione è ormai in piena crisi dopo la Rivoluzione francese, e non è un caso che uno dei suoi fondatori, de Gobineau, sostenga la superiorità della razza germanica solo per giustificare la superiorità della classe sociale che secondo lui ne discende in Francia (la nobiltà, che è la classe a cui egli appartiene ed il cui monopolio assoluto del potere egli vuole giustificare in questo modo).
A questa generalizzazione si oppone la già citata "limpieza de sangre" "purezza di sangue" che la nobiltà iberica propone nel tardo Rinascimento per respingere l'ascesa degli ebrei e dei moriscos convertiti al cristianesimo, e quindi (teoricamente) integrati nella società spagnola dell'epoca. Quindi, una volta di più, il razzismo quattro-cinquecentesco è un'ideologia escogitata da una casta endogama, e non da una "razza", intesa in senso biologico.
Il concetto di "limpieza de sangre" sarebbe stato applicato anche ai danni delle popolazioni indigene dell'America prima, ed agli schiavi neri ivi importati poi, nonché degli iberici spagnoli che si erano mescolati con essi, creando una società in cui la stratificazione sociale era legata anche al gruppo etnico di appartenenza. Una società estremamente conscia dell'appartenenza razziale, al punto da conoscere non solo concetti come quello di "mulatto" o "meticcio", ma anche quelli di quarteron e octavon, cioè di persona con solo un quarto o un ottavo di sangue nero, o di zambo, cioè meticcio metà nero e metà indio, e via via con ulteriori sottodivisioni.
Paradossalmente, però, tale acuta coscienza delle differenze "razziali", che certo non è sbagliato definire "razzista", fu la reazione a un diffusissimo fenomeno di "mescolamento" delle razze da parte degli iberici non appartenenti alla nobiltà, i cui effetti si osservano agevolmente ancora oggi in tutta l'America Latina. Non mancò neppure qualche nobile che non disdegnò il matrimonio con i discendenti della nobiltà indigena India, per acquisire maggiore legittimità nel suo dominio agli occhi della popolazione dominata.

### Verso il razzismo contemporaneo
Questo fenomeno mostra quanto il razzismo ("non scientifico") iberico fosse qualitativamente diverso dal successivo razzismo ottocentesco, che fra i suoi primi scopi dichiarati ebbe appunto quello di impedire il mescolamento fra le razze umane, sempre nocivo per la razza "superiore" (cioè i bianchi).

Da questo punto di vista, un passo avanti verso il vero e proprio razzismo, inteso come teoria scientifica, si ebbe piuttosto negli Usa, dove nel dibattito infuocato relativo all'abolizione della schiavitù a metà del XIX secolo, uno degli argomenti azzardati dai suoi sostenitori fu che neri (e indiani) non fossero "davvero" esseri umani, ma andassero catalogati in una categoria diversa, alla quale non si potevano applicare le argomentazioni umanitarie proposte dagli abolizionisti. Non essendo i neri uomini, non aveva senso essere "umanitari" con loro.

## Il razzismo nel mondo contemporaneo

### Americhe

#### Negli USA
L'atteggiamento di discriminazione razziale su base pseudo-scientifica fu rafforzato dalle guerre indiane, per giustificare il genocidio, protratto per decenni, delle popolazioni pellerossa per sottrarre loro le terre: gli indiani non erano "davvero" esseri umani, e quindi nemmeno a loro si applicavano le considerazioni "umanitarie". La conquista del continente americano portò a un totale di morti indigeni che secondo le stime più recenti oscilla tra i sessanta e i cento milioni, di cui venti milioni durante le guerre indiane nel Nord America. Queste cifre lo eleggono tristemente come il più grande genocidio nella storia dell'umanità. L'efficienza dello sterminio indiano americano portò Adolf Hitler a citarlo come esempio pratico per la soluzione finale fin nella prima edizione del Mein Kampf (la mia battaglia), manuale e base ideologica dell'ideologia Nazionalsocialista. Secondo l'antropologo e sostenitore della causa dei nativi Philippe Jacquin la drastica riduzione della popolazione pellerossa fu causata dalle nuove malattie introdotte dai coloni, il maggiore atto di violenza fu quello avvenuto nel 1890 a Wounded Knee, (Dakota) dove in seguito a un'occasionale scontro si ebbero 300 morti fra i pellerossa e una ventina fra i soldati.

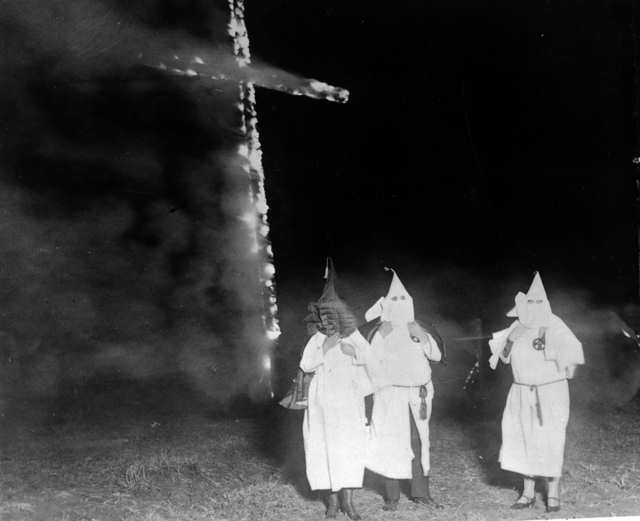
Membri del Ku Klux Klan utilizzano per terrorizzare le loro vittime la croce infuocata, simbolo della identità cristiana da loro rivendicata

Nell'America coloniale, ancor prima che la schiavitù coloniale divenisse completamente basata su basi razziali, gli schiavi di origine africana erano usati a fianco dei cosiddetti schiavi bianchi, di solito vincolati da contratti con una scadenza determinata, in gran parte firmati per pagare le spese di trasferimento nel Nuovo Mondo. Alla scadenza di tali contratti gli europei che erano sopravvissuti recuperavano la libertà (non era previsto che i neri potessero recuperare la libertà alla scadenza di un certo periodo di tempo).
A seguito di una serie di rivolte che coinvolsero questo tipo di coloni, però, negli Usa si arrivò a fare a meno degli schiavi bianchi già nel XVIII secolo, riservando la schiavitù alle persone di origine africana, che non potevano contare, a differenza dei bianchi, di solidarietà religiose e etniche da parte di componenti liberi della società bianca dominante. In questo modo, "razza" e condizione sociale vennero a coincidere negli Usa, in modo tale che ancor oggi negli Stati Uniti è difficile separare i due concetti.
Subito dopo l'indipendenza (avvenuta nel 1776) le leggi statunitensi del 1790 sulla naturalizzazione garantivano la cittadinanza solo alle "persone bianche libere", il che significava generalmente che veniva concessa solo a coloro che erano di origine anglosassone.
Quando la popolazione americana divenne culturalmente meno omogenea, verso gli anni '40 del XIX secolo, con l'aumento dell'immigrazione dall'Europa meridionale e orientale, negli USA si rese necessario chiarire chi fossero i "bianchi". Nacque così una suddivisione di quelli che oggi sono chiamati «caucasici» in una gerarchia di diverse razze, stabilite "scientificamente", e al cui vertice erano gli anglosassoni e i popoli nordici.

### Europa

#### In Germania
Il tema del razzismo durante il governo nazionalsocialista in Germania, rivolto alla popolazione ebraica, ma anche verso molti gruppi etnici come Rom, Sinti e diverse categorie sociali (riunite sotto la definizione di Untermenschen) viene ampiamente trattato sotto la voce Olocausto.

#### In Italia
Secondo un rapporto presentato all'Assemblea parlamentare del Consiglio d'Europa, "la società italiana ha visto un incremento nelle attitudini razziste, nella xenofobia e contro gli zingari nel discorso pubblico, particolarmente sui media e su internet".

#### In Polonia durante la II guerra mondiale
In Polonia i nazisti riuscirono quasi a imporre un dogma mitologico, prima contro gli ebrei poi contro i polacchi, che privava tutti coloro che venivano definiti "non ariani" dei diritti civili e del lavoro. 
Un polacco ebbe a dire: «La fortuna è venuta a noi tramite Hitler. Egli ci sta preparando una Polonia senza Ebrei». Vi furono, tuttavia, alcune eccezioni. Dopo la liberazione, secondo alcune fonti la maggior parte della popolazione conservò un'opinione positiva della repressione. Nel luglio 1946 uno spaventoso pogrom antisemitico nella città polacca di Kielce costò la vita a quarantuno ebrei. In Polonia persino dopo la guerra, alcuni membri della Chiesa cattolica continuarono ad avere una parte di primo piano nell'incoraggiare e nel mantenere vivo l'antisemitismo.

### Asia

#### In Giappone
In Giappone i casi di discriminazione e razzismo riguardano soprattutto le minoranze etniche presenti nel Paese, talvolta emarginate e trattate con disparità in ambito lavorativo, scolastico e sociale dai giapponesi di etnia Yamato, questi ultimi considerati i discendenti del gruppo etnico nativo dominante dell'arcipelago giapponese. Secondo un rapporto del 2006 a cura dell'ONU le minoranze più discriminate in Giappone sono la popolazione Ainu, i Burakumin, i Ryukyuani, i discendenti degli immigrati dai paesi vicini (Corea e Cina) e i nuovi immigrati giunti da altri paesi (ad esempio brasiliani, filippini e vietnamiti). Ciò è dovuto principalmente alla tradizionale convinzione dei giapponesi che solo persone del loro ceppo siano in grado di capire e apprezzare la loro cultura.
Nonostante la costituzione giapponese proclami l'uguaglianza di tutti i cittadini davanti alla legge, senza distinzione di razza, genere e religione, il sistema legislativo nipponico non prevede pene ai danni di coloro che compiono attività discriminatorie.

#### In Russia
Tradizionalmente, il razzismo russo include l'antisemitismo e la tatarofobia, così come l'ostilità verso varie etnie del Caucaso, dell'Asia centrale ed orientale e dell'Africa. Nel 2006, Amnesty International ha riferito che il razzismo in Russia era "fuori controllo".

### Australia
In Australia la popolazione aborigena è stata decimata dalla colonizzazione, iniziatasi nel 1788. Una combinazione di omicidi ha ridotto la popolazione aborigena di circa il 90% tra il XIX secolo e il XX secolo. Un'onda di massacri e tentativi di resistenza si mosse con la frontiera. L'ultimo massacro fu a Coniston, nel Territorio del Nord, nel 1928. Anche se i primi colonizzatori furono ben accolti, ci furono violenti scontri.

### Africa

#### In Sudafrica e Namibia
L'apartheid o separazione in lingua afrikaans è stata la politica di segregazione razziale istituita dal governo di etnie bianche (Afrikaner e di origine inglese) del Sudafrica nel secondo dopoguerra, rimasta in vigore fino al 1994. L'apartheid fu applicato anche alla Namibia, fino al 1990 amministrata dal Sudafrica. La segregazione era applicata a tutti i non bianchi, asiatici e figli di genitori di etnie assortite compresi.
L'apartheid è stato proclamato crimine internazionale da una convenzione delle Nazioni Unite, votata dall'Assemblea Generale nel 1973 e entrata in vigore nel 1976, ed è stato recentemente inserito nella lista dei crimini contro l'umanità perseguibili dalla Corte penale internazionale.

#### In Ruanda
La presunta questione razziale ruandese, per l'informazione occidentale si rivela principalmente nel genocidio del 1994, uno dei più sanguinosi episodi della storia del XX secolo, dove vennero massacrate tra le 800 000 e 1 071 000 persone.
Le vittime furono in massima parte di etnia Tutsi (Watussi); i Tutsi erano una minoranza rispetto agli Hutu, gruppo etnico maggioritario a cui facevano capo i gruppi principalmente responsabili dell'eccidio. I massacri non risparmiarono una larga parte di Hutu moderati. A dispetto dell'atrocità del fatto, si riscontra che dal punto di vista della genetica di popolazione i due gruppi sono estremamente affini, e come nella stragrande maggioranza dei fenomeni razzisti le differenze sono principalmente di tipo sociale e culturale.